# Jane Macambira
Jane Vieira Macambira (Santos, 1953) é a terceira representante da extinta Guanabara a ostentar o título de Miss Brasil Internacional, ficando em terceiro lugar no concurso realizado em 1972, quatro anos após Maria da Glória Carvalho conquistar esse título. No Miss Internacional, ocorrido na capital japonesa Tóquio, foi uma das finalistas e terminou em quarto lugar. O seu primeiro título foi o de Senhorita Rio.
Ainda em 1972, Macambira representou o Brasil no Miss Intercontinental, no qual sagrou-se vencedora, tendo sido a primeira brasileira a ostentar o título.